# Beach Brawl
Beach Brawl è il primo ed unico pay-per-view prodotto dalla Universal Wrestling Federation di Herb Abrams. L'evento si svolse il 9 giugno 1991 al Manatee Civic Center di Palmetto, Florida.
Il main event della serata fu il match tra "Dr. Death" Steve Williams e Bam Bam Bigelow, finale del torneo per l'assegnazione del titolo UWF SportsChannel Television Championship. Williams sconfisse Bigelow laureandosi primo campione. Lo show fu un grosso insuccesso di pubblico con bassi indici d'ascolto e soli 500 spettatori circa nell'arena.

## Evento
Altre personalità presenti
| Ruolo          | Nome:            |
| -------------- | ---------------- |
| Commentatori   | Craig DeGeorge   |
| Commentatori   | Bruno Sammartino |
| Intervistatore | Brian Ricco      |

### Risultati
| N.   | Risultati                                                                                       | Stipulazioni                                                              | Durata |
| ---- | ----------------------------------------------------------------------------------------------- | ------------------------------------------------------------------------- | ------ |
| Dark | Boris Zhukov sconfigge Paul Samson                                                              | Single match                                                              | N/D    |
| 1    | The Blackhearts (Apocalypse & Destruction) (con Luna Vachon) sconfiggono Fire Cat & Jim Cooper  | Tag team match                                                            | 07:45  |
| 2    | Terry Gordy contro Johnny Ace termina in doppio countout                                        | Street Fight                                                              | 06:08  |
| 3    | Masked Confusion (Brian Blair & Jim Brunzell) sconfiggono The Power Twins (Larry & David Power) | Tag team match                                                            | 12:23  |
| 4    | Rockin' Robin sconfigge Candi Devine                                                            | Single match per l'UWF Women's World Championship                         | 06:05  |
| 5    | Paul Orndorff sconfigge Colonel DeBeers                                                         | Strap match                                                               | 04:15  |
| 6    | Bob Backlund sconfigge Ivan Koloff (con Mr. Red)                                                | Single match                                                              | 02:23  |
| 7    | Wet 'N' Wild (Steve Ray & Sunny Beach) sconfiggono Cactus Jack & Bob Orton Jr. (con John Tolos) | Tag team match                                                            | 04:02  |
| 8    | "Dr. Death" Steve Williams sconfigge Bam Bam Bigelow                                            | Finale del torneo per il titolo UWF SportsChannel Television Championship | 07:11  |

- Per l'evento era stato programmato uno Street Fight Match tra Don Muraco e Terry Gordy ma a causa di un infortunio occorso a Muraco, in sua sostituzione fu chiamato Johnny Ace. Il match terminò in un doppio conteggio fuori dal ring dopo che i due wrestler avevano iniziato una rissa tra il pubblico.

### Torneo SportsChannel Television Championship
Il torneo per determinare il primo SportsChannel Television Champion cominciò il 7 aprile 1991 e si concluse a Beach Brawl dove si disputò la finale.
|  | Ottavi di finale 7 aprile | Ottavi di finale 7 aprile | Ottavi di finale 7 aprile |                 |      | Quarti di finale | Quarti di finale | Quarti di finale |  |  | Semifinali | Semifinali | Semifinali |  |  | Finale 9 giugno (TV) | Finale 9 giugno (TV) | Finale 9 giugno (TV) |  |
|  |                           |                           |                           |                 |      |                  |                  |                  |  |  |            |            |            |  |  |                      |                      |                      |  |
|  | Steve Williams            |                           |                           |                 |      |                  |                  |                  |  |  |            |            |            |  |  |                      |                      |                      |  |
|  |                           |                           |                           |                 |      |                  |                  |                  |  |  |            |            |            |  |  |                      |                      |                      |  |
|  | Nikolai Volkoff           |                           |                           |                 |      |                  |                  |                  |  |  |            |            |            |  |  |                      |                      |                      |  |
|  |                           | Steve Williams            |                           |                 |      |                  |                  |                  |  |  |            |            |            |  |  |                      |                      |                      |  |
|  |                           |                           |                           |                 |      |                  |                  |                  |  |  |            |            |            |  |  |                      |                      |                      |  |
|  |                           |                           | Steve Ray                 |                 |      |                  |                  |                  |  |  |            |            |            |  |  |                      |                      |                      |  |
|  | Steve Ray                 | Steve Ray                 | DQ                        |                 |      |                  |                  |                  |  |  |            |            |            |  |  |                      |                      |                      |  |
|  | Steve Ray                 | Steve Ray                 | DQ                        |                 |      |                  |                  |                  |  |  |            |            |            |  |  |                      |                      |                      |  |
|  | Samu                      |                           |                           |                 |      |                  |                  |                  |  |  |            |            |            |  |  |                      |                      |                      |  |
|  |                           | Steve Williams            | Steve Williams            | Forfait         |      |                  |                  |                  |  |  |            |            |            |  |  |                      |                      |                      |  |
|  |                           |                           |                           |                 |      |                  |                  |                  |  |  |            |            |            |  |  |                      |                      |                      |  |
|  |                           |                           | BYE                       |                 |      |                  |                  |                  |  |  |            |            |            |  |  |                      |                      |                      |  |
|  | Terry Gordy               |                           |                           |                 |      |                  |                  |                  |  |  |            |            |            |  |  |                      |                      |                      |  |
|  |                           |                           |                           |                 |      |                  |                  |                  |  |  |            |            |            |  |  |                      |                      |                      |  |
|  | S.D. Jones                |                           |                           |                 |      |                  |                  |                  |  |  |            |            |            |  |  |                      |                      |                      |  |
|  |                           | Terry Gordy               |                           |                 |      |                  |                  |                  |  |  |            |            |            |  |  |                      |                      |                      |  |
|  |                           |                           |                           |                 |      |                  |                  |                  |  |  |            |            |            |  |  |                      |                      |                      |  |
|  |                           |                           | Don Muraco                |                 |      |                  |                  |                  |  |  |            |            |            |  |  |                      |                      |                      |  |
|  | Don Muraco                |                           |                           |                 |      |                  |                  |                  |  |  |            |            |            |  |  |                      |                      |                      |  |
|  |                           |                           |                           |                 |      |                  |                  |                  |  |  |            |            |            |  |  |                      |                      |                      |  |
|  | Wild Samoan Afa           |                           |                           |                 |      |                  |                  |                  |  |  |            |            |            |  |  |                      |                      |                      |  |
|  |                           | Steve Williams            | Steve Williams            | Schienamento    |      |                  |                  |                  |  |  |            |            |            |  |  |                      |                      |                      |  |
|  |                           |                           |                           |                 |      |                  |                  |                  |  |  |            |            |            |  |  |                      |                      |                      |  |
|  |                           |                           | Bam Bam Bigelow           | Bam Bam Bigelow | 7:11 |                  |                  |                  |  |  |            |            |            |  |  |                      |                      |                      |  |
|  | Cactus Jack               |                           | Bam Bam Bigelow           | Bam Bam Bigelow | 7:11 |                  |                  |                  |  |  |            |            |            |  |  |                      |                      |                      |  |
|  |                           |                           |                           |                 |      |                  |                  |                  |  |  |            |            |            |  |  |                      |                      |                      |  |
|  | Sunny Beach               |                           |                           |                 |      |                  |                  |                  |  |  |            |            |            |  |  |                      |                      |                      |  |
|  |                           | Cactus Jack               |                           |                 |      |                  |                  |                  |  |  |            |            |            |  |  |                      |                      |                      |  |
|  |                           |                           |                           |                 |      |                  |                  |                  |  |  |            |            |            |  |  |                      |                      |                      |  |
|  |                           |                           | B. Brian Blair            |                 |      |                  |                  |                  |  |  |            |            |            |  |  |                      |                      |                      |  |
|  | Bob Orton Jr.             |                           |                           |                 |      |                  |                  |                  |  |  |            |            |            |  |  |                      |                      |                      |  |
|  |                           |                           |                           |                 |      |                  |                  |                  |  |  |            |            |            |  |  |                      |                      |                      |  |
|  | B. Brian Blair            |                           |                           |                 |      |                  |                  |                  |  |  |            |            |            |  |  |                      |                      |                      |  |
|  |                           | Cactus Jack               |                           |                 |      |                  |                  |                  |  |  |            |            |            |  |  |                      |                      |                      |  |
|  |                           |                           |                           |                 |      |                  |                  |                  |  |  |            |            |            |  |  |                      |                      |                      |  |
|  |                           |                           | Bam Bam Bigelow           |                 |      |                  |                  |                  |  |  |            |            |            |  |  |                      |                      |                      |  |
|  | Colonel DeBeers           |                           |                           |                 |      |                  |                  |                  |  |  |            |            |            |  |  |                      |                      |                      |  |
|  |                           |                           |                           |                 |      |                  |                  |                  |  |  |            |            |            |  |  |                      |                      |                      |  |
|  | Iceman Parsons            |                           |                           |                 |      |                  |                  |                  |  |  |            |            |            |  |  |                      |                      |                      |  |
|  |                           | Colonel DeBeers           |                           |                 |      |                  |                  |                  |  |  |            |            |            |  |  |                      |                      |                      |  |
|  |                           |                           |                           |                 |      |                  |                  |                  |  |  |            |            |            |  |  |                      |                      |                      |  |
|  |                           |                           | Bam Bam Bigelow           |                 |      |                  |                  |                  |  |  |            |            |            |  |  |                      |                      |                      |  |
|  | Ivan Koloff               |                           |                           |                 |      |                  |                  |                  |  |  |            |            |            |  |  |                      |                      |                      |  |
|  |                           |                           |                           |                 |      |                  |                  |                  |  |  |            |            |            |  |  |                      |                      |                      |  |
|  | Bam Bam Bigelow           |                           |                           |                 |      |                  |                  |                  |  |  |            |            |            |  |  |                      |                      |                      |  |

## Conseguenze
La UWF non produsse nessun altro evento in pay-per-view perché Beach Brawl fu un grosso fallimento, ma organizzò ancora un ultimo show televisivo intitolato Blackjack Brawl nel 1994 che fu l'ultimo evento della compagnia prima della chiusura definitiva.